# Mr. Da-Nos
Mr. Da-Nos (* 14. Juli 1981 in Seuzach; bürgerlich Roland Bunkus) ist ein Schweizer House-DJ und Produzent.

## Leben und Karriere
Aufgewachsen in Seuzach bei Winterthur, zeigte Roland Bunkus schon früh Interesse für die Musik: mit sieben Jahren erlernte er das Geigenspiel und später folgten seine ersten Auftritte mit eigener Band, bei denen er Schlagzeug und Keyboard spielte. Nach Anfängen in der RnB- und Hip-Hop-Szene entdeckte er bald seine Leidenschaft für House-Musik. Aus diesen frühen Anfängen stammt auch sein Künstlername: Mr. Da-Nos ist eine Kombination seines ehemaligen Spitznamens und dem Hobby NOS-Tuning.
Im Jahre 2000 wurde Mr. Da-Nos Resident-DJ und Mixer der Kompilation des Eventlabels Kingshouse. Aufgrund der Resonanz machte er die Musik zu seinem Hauptberuf und gründete eine eigene Agentur. 2003 ging er mit seiner Single I Promised You Anything auf Platz 1 in den Swiss-Dance-Charts. 2004 war er das erste Mal mit seinem Album Groove Music über mehrere Wochen in den Schweizer Charts vertreten. Für sein Video und seine Single Long Train Running wurde er 2004 als Dance-Award-Gewinner ausgezeichnet sowie 2014 für den Swiss Music Award.
Mr. Da-Nos spielt seit 1996 an der Street Parade in Zürich und ist dort seit 2000 mit einem eigenen Lovemobile vertreten. Im Jahr 2011 war er zum 20-jährigen Jubiläum Hymnengeber des Events mit der Single Calling for Love. Mit seinem Album Worldtour Sydney, seinem Auftritt auf der New York Fashion Week, bei der Berliner Loveparade sowie seinen regelmässigen Events in Lloret de Mar, Rimini, Kroatien und Deutschland hat er internationale Auftritte. Seit 2007 produziert er eine eigene Radioshow für Radio Planet 105.
Zusammen mit dem Sänger Matthew Tasa bewarb er sich für die Schweizer Vorausscheidung des Eurovision Song Contest 2012 mit der Soul-Ballade Lass dich gehen.
Für den deutschen Kinofilm 3 Türken und ein Baby, der am 23. Januar 2015 in den deutschen Kinos startete, produzierte Mr. Da-Nos den Filmsoundtrack. Die erste Single daraus, Holding On, die er mit Nico Santos aufnahm, platzierte sich auf Platz 42 in den Schweizer Charts. Kurze Zeit später veröffentlichte er mit Red 2K15 sein fünftes Studioalbum.
2016 erreichte er mit den Liedern Why Did You Leave und Unique, welche mit dem deutschen Sänger Akay Kayed entstanden, jeweils eine Platzierung in den Schweizer Single-Charts. 2017 veröffentlichte er mit dem Lied Ohlala die Hymne für die gleichnamige Artist-Show in Zürich. Der Deep-House-Track erreichte Platz fünf der Schweizer Dance Charts.

## Diskografie

### Alben
| Jahr | Titel               | Höchstplatzierung, Gesamtwochen, AuszeichnungChartsChartplatzierungen (Jahr, Titel, Platzierungen, Wochen, Auszeichnungen, Anmerkungen) | Anmerkungen |
| Jahr | Titel               | CH | Anmerkungen |
| ---- | ------------------- | --- | ----------- |
| 2004 | Groove Music        | CH46 (3 Wo.)CH |             |
| 2005 | Check in 2 My House | CH43 (6 Wo.)CH |             |
| 2008 | The One and Only …  | CH4 (7 Wo.)CH |             |
| 2008 | Let’s Talk About    | CH12 (6 Wo.)CH |             |
| 2009 | Tattoo              | CH15 (5 Wo.)CH |             |
| 2011 | One Nation          | CH6 (15 Wo.)CH |             |
| 2012 | Blue                | CH10 (5 Wo.)CH |             |
| 2013 | Green               | CH2 (4 Wo.)CH |             |
| 2015 | Red 2K15            | CH4 (4 Wo.)CH |             |

Weitere Alben (Kompilationen)
- 2005: Kingshouse Vol. 4
- 2005: Kingshouse Vol. 5
- 2005: Kingshouse Vol. 6
- 2005: Kingshouse Vol. 7
- 2006: Kingshouse Vol. 8
- 2006: House Arrest
- 2007: Kingshouse Vol. 9
- 2007: Mr. Da-Nos
- 2007: Kingshouse Vol. 10 (Mr.Da-Nos und Mr. P!nk)
- 2007: Double House Vol. 10
- 2008: Summer Parade – House 2008
- 2008: Starhouse – Red Edition
- 2009: All in One
- 2009: Summer Parade – House 2009
- 2010: Summer Parade – House Mix 2010
- 2010: Worldtour – Sydney
- 2010: Kingshouse Vol. 16
- 2012: Street Parade – Official House 2012
- 2016: Street Parade – Official House 2016

### Singles
| Jahr | Titel Album               | Höchstplatzierung, Gesamtwochen, AuszeichnungChartsChartplatzierungen (Jahr, Titel, Album, Platzierungen, Wochen, Auszeichnungen, Anmerkungen) | Anmerkungen                      |
| Jahr | Titel Album               | CH | Anmerkungen                      |
| ---- | ------------------------- | --- | -------------------------------- |
| 2003 | I Promised You (Anything) | CH98 (1 Wo.)CH | feat. M-Cee                      |
| 2004 | Long Train Running        | CH47 (3 Wo.)CH | feat. Freakout                   |
| 2005 | Play That Funky Music     | CH74 (3 Wo.)CH | feat. Freakout & Nimal           |
| 2009 | Tattoo of My Life         | CH75 (2 Wo.)CH |                                  |
| 2010 | This Night                | CH16 (9 Wo.)CH |                                  |
| 2011 | Calling for Love          | CH23 (4 Wo.)CH |                                  |
| 2012 | I Like to Move It         | CH50 (1 Wo.)CH | feat. Freakout                   |
| 2012 | Las Vegas                 | CH51 (2 Wo.)CH | feat. Snipa                      |
| 2013 | Outta Control             | CH62 (1 Wo.)CH | feat. Ellyland                   |
| 2014 | Out of Space 2K14         | CH14 (2 Wo.)CH | feat. Junior-X                   |
| 2014 | Dr. Beat                  | CH11 (2 Wo.)CH | feat. The Beatrockers            |
| 2014 | Summer Nights in Brazil   | CH4 (6 Wo.)CH | mit The Product G&B & Maury      |
| 2015 | Holding On                | CH42 (2 Wo.)CH | mit Nico Santos                  |
| 2015 | Tell Me Why 2K15          | CH19 (1 Wo.)CH | feat. David Anthony              |
| 2015 | Real Love                 | CH17 (2 Wo.)CH |                                  |
| 2016 | Why Did You Leave         | CH41 (2 Wo.)CH |                                  |
| 2017 | Unique                    | CH21 (2 Wo.)CH | feat. Akay                       |
| 2017 | Ohlala                    | CH5 (3 Wo.)CH |                                  |
| 2018 | El mundo (de lattesso)    | CH20 (3 Wo.)CH |                                  |
| 2018 | This Is Life              | CH16 (16 Wo.)CH | Official Swiss Life Select Theme |
| 2019 | Brandlöscher              | CH82 (1 Wo.)CH |                                  |

Weitere Singles
- 2004: El loca
- 2009: Watch the Sunrise (featuring Andrew Robinson)
- 2011: Good Morning
- 2011: One Nation
- 2012: I Can’t Get Enough (featuring MC Yankoo)
- 2012: Lass dich gehen (featuring Matthew)
- 2012: Rhythm of the Night
- 2012: Miss Sunshine (featuring Florian)
- 2012: Promised Land
- 2013: Good Times (featuring Paul Jay)
- 2014: Dr. Beat (featuring The Beatmakers)
- 2015: Follow Your Dreams (featuring Kollegah)